# Björknäset (naturreservat)
Björknäset är ett naturreservat i Flens kommun  i Södermanlands län.
Området är naturskyddat sedan 2017 och är 81 hektar stort. Reservatet omfattar norra delen av en udde i sjön Nedingen och består av gammal barrskog. Fornborgen Kramnäs Skans ligger på en höjd i reservatet